# Saint John (Jersey)
Saint John (Jèrriais: St Jean) ist eine der zwölf Gemeinden (Parishes) von Jersey. Die Gemeinde liegt im Norden der Insel. Sie umfasst 5116 vergées (9 km², 8 % der Landfläche von Jersey) und ist, bis auf das kleine Gemeindezentrum, weitgehend ländlich geprägt. Nachbargemeinden sind Saint Mary im Westen, Trinity im Osten sowie Saint Lawrence und Saint Helier im Süden.
Im äußersten Norden, am Ronez Point, befindet sich eine der letzten Stellen, an denen noch der typische Jersey-Granit abgebaut wird.

## Sehenswürdigkeiten

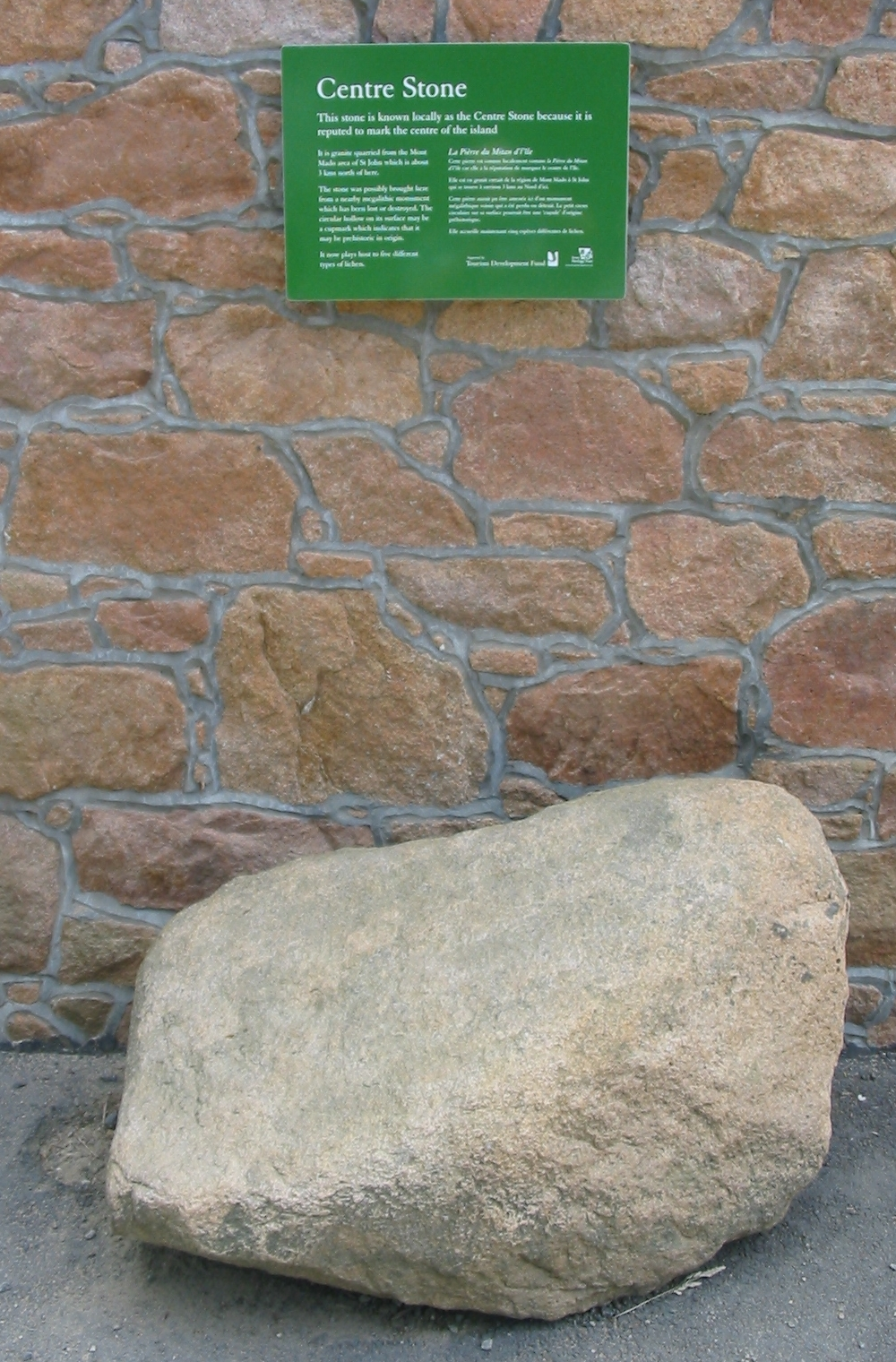
Der Centre Stone in Sion in St. John

Der Centre Stone wird traditionell als das Zentrum der Insel betrachtet, obwohl er vom tatsächlichen geographischen Mittelpunkt weit entfernt ist. Er ist in Sion (Vingtaine de Hérupe) zu finden: Der Stein selbst ist prähistorischen Ursprungs und könnte aus einem nahegelegenen Dolmen stammen, der allerdings nicht mehr vorhanden ist.
Auf dem Gebiet der Gemeinde liegt die Megalithanlage von La Hougue Boëte.
Die Klippen der Nordküste bieten Touristen atemberaubende Ausblicke. Zu den touristisch interessanten Zielen gehören auch die Mourier-Bucht (Mourier Bay) und die Gute-Nacht-Bucht (Bonne Nuit Bay). In deren Nähe befindet sich auch der zweithöchste Berg der Insel: Mont Mado (437 ft, 133 Meter).

## La Route du Nord
Die Straße La Route du Nord wurde während der deutschen Besetzung Jerseys 1940–1945 geplant und gebaut. Sie ist heute den Opfern des Zweiten Weltkriegs gewidmet.

## Bevölkerungsentwicklung
Historische Populationen:
- 1991: 2440
- 1996: 2520
- 2001: 2618
- 2011: 2911[2]

Nach der Einwohnerzahl liegt St. John an vorletzter Stelle in Jersey.

## Politik
Die Gemeinde ist in drei Gemeindeteile (vingtaines) eingeteilt:
- La Vingtaine du Nord
- La Vingtaine de Hérupe
- La Vingtaine du Douet

St. John bildet einen Wahlbezirk und wählt einen Abgeordneten.
Alle Gemeinden von Jersey, demzufolge auch Saint John, haben eine Ehrenpolizei aus freiwilligen Mitgliedern, die, polizeiähnlich organisiert, bestimmte Rechte besitzen.

## Bildung
Saint John verfügt mit der St. John’s School über eine Grundschule,  der eine Kinderkrippe (nursery) angeschlossen ist.

## Partnergemeinde
Einzige Partnergemeinde ist zurzeit (2017):
 Le Teilleul (Département Manche), Frankreich

## Fotogalerie

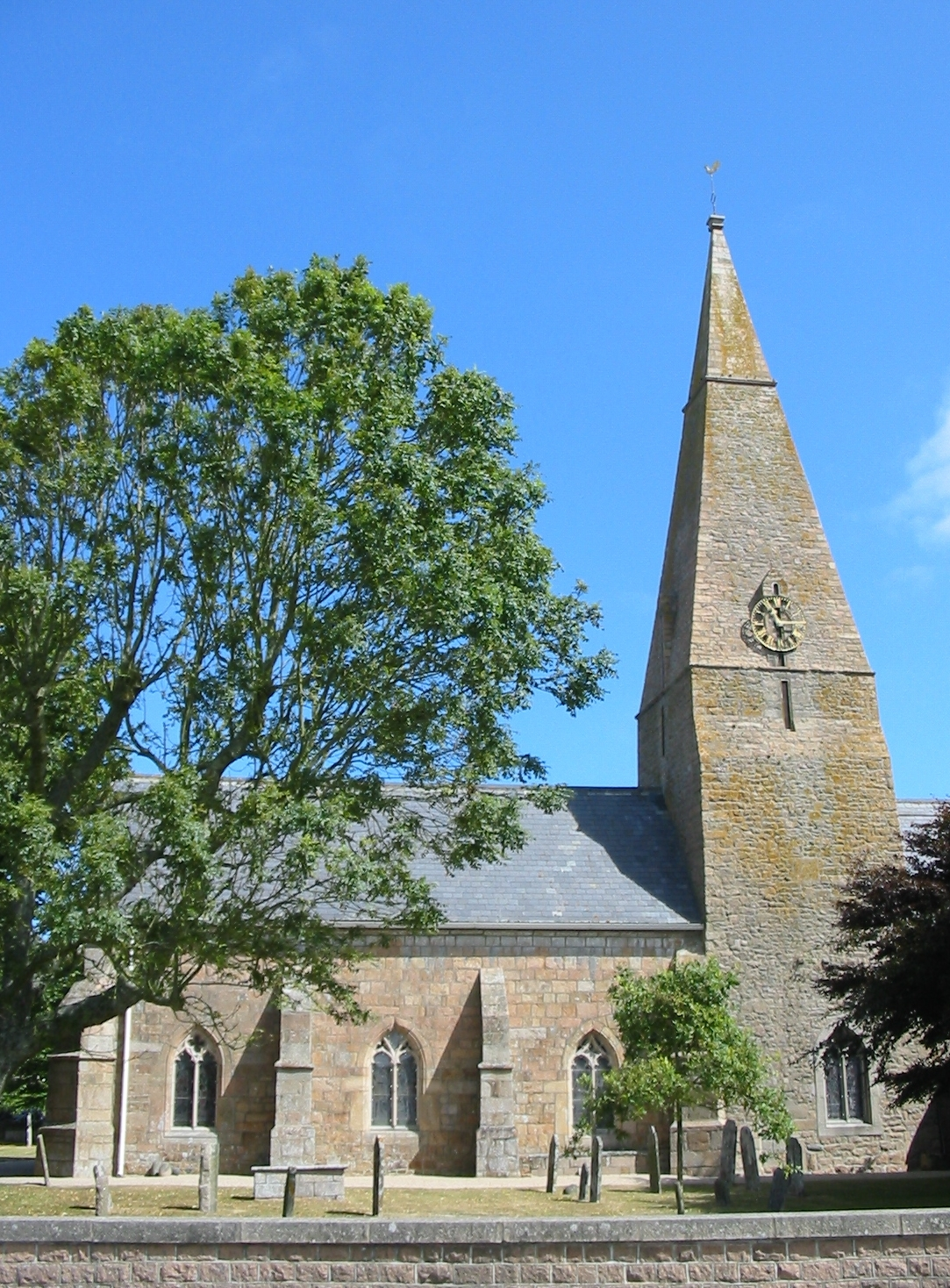
Parochialkirche von St. John
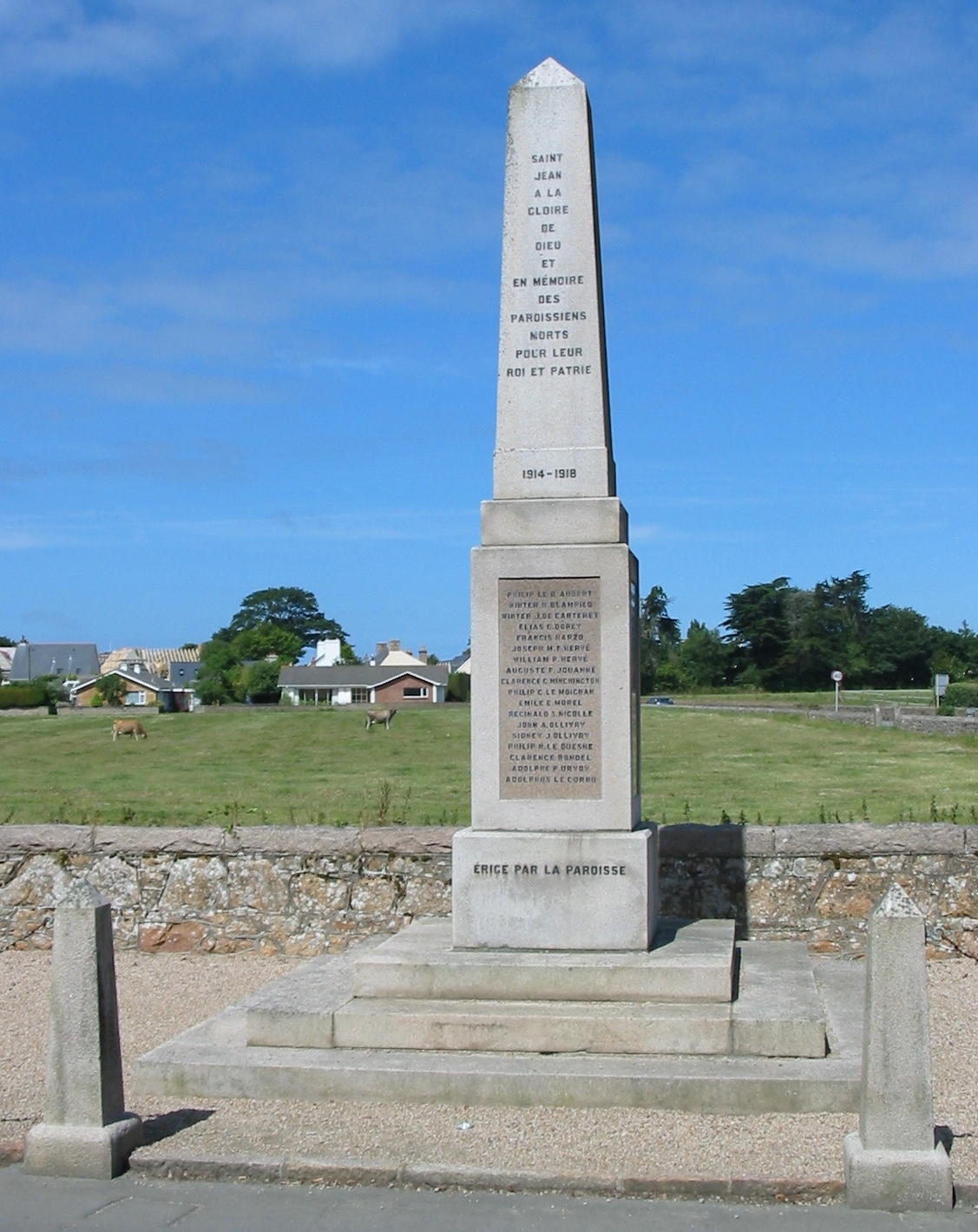
Kriegerdenkmal 1914–1918
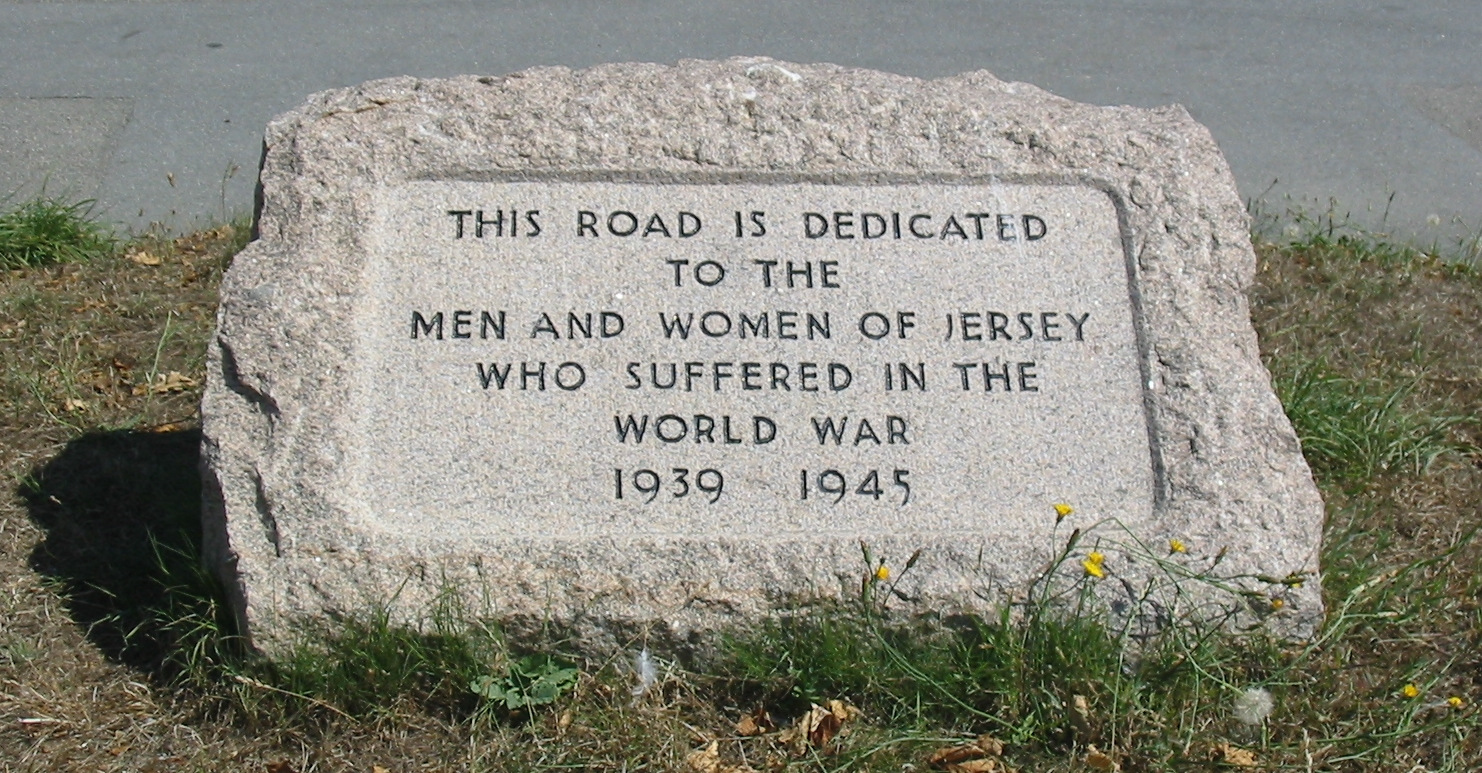
Widmungsstein für die La Route du Nord